# Reichsmarschall

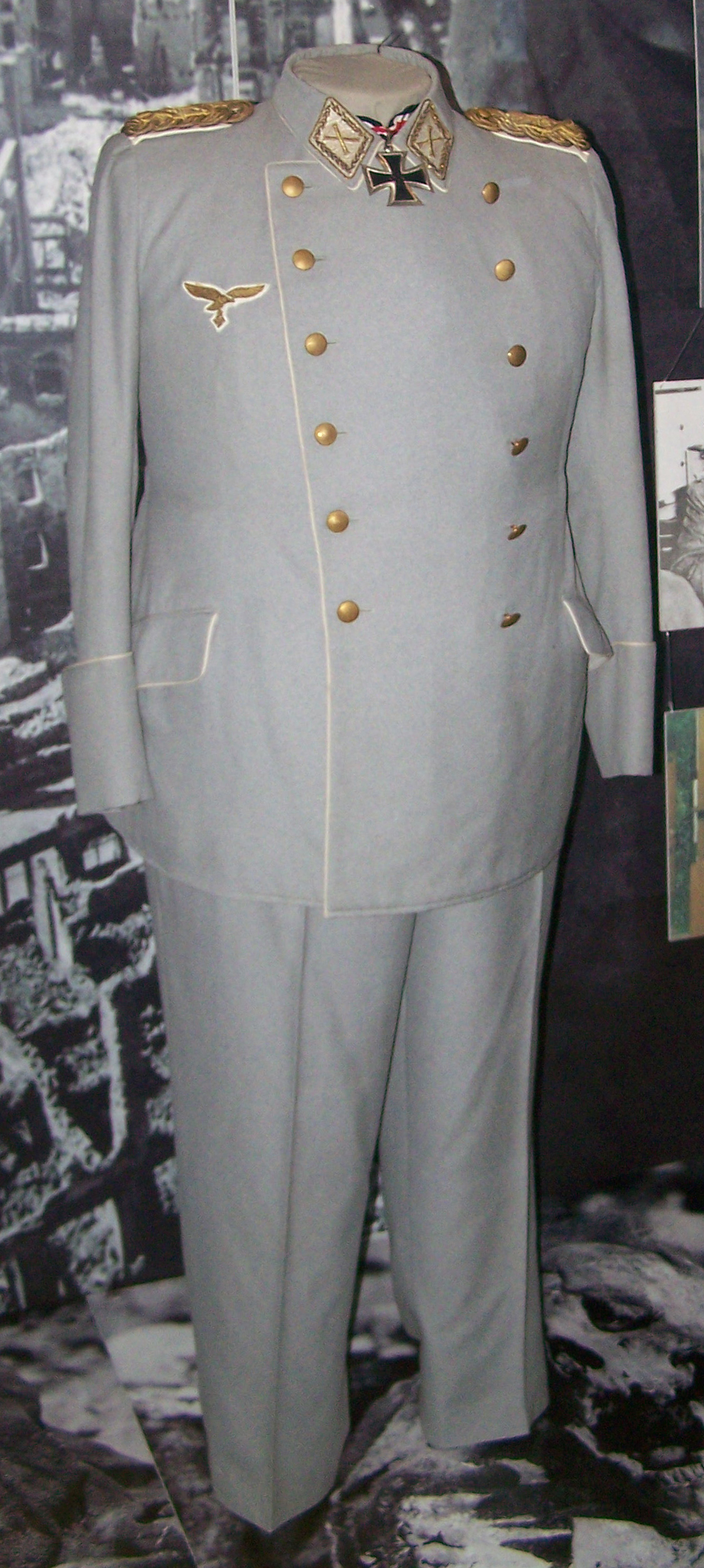
L'uniforme originale del Reichsmarschall Hermann Göring esposta nel Luftwaffe-Museum di Berlino.

Reichsmarschall (Maresciallo dell'Impero, traduzione letterale: Maresciallo del Reich) era il più alto grado delle forze armate della Germania nazista durante la seconda guerra mondiale, dopo la carica di « comandante supremo » occupata da Adolf Hitler. L'unico a esserne insignito fu Hermann Göring, numero due del regime nazista e comandante in capo della Luftwaffe.
Il rango di Reichsmarschall è stato originariamente creato prima del XII secolo, durante il Sacro Romano Impero. Storicamente, il grado di Reichsmarschall non era né unico né prestigioso come era durante la seconda guerra mondiale. Durante il periodo dell'Impero tedesco e la prima guerra mondiale, nessuno nelle forze armate tedesche ha tenuto questa carica.
In altri Stati, l'equivalente sarebbe il grado di Generalissimo.
Oggi Reichsmarschall è in uso solo in Svezia, come presidente del tribunale.
Nei tempi moderni, fino al termine della seconda guerra mondiale, il concetto di Reichsmarschall, analogo a quello di Generalissimo o Maresciallo dell'Impero, oltre ad un titolo e grado militare, viene riferito a diversi dittatori, spesso associato al concetto di culto della personalità.

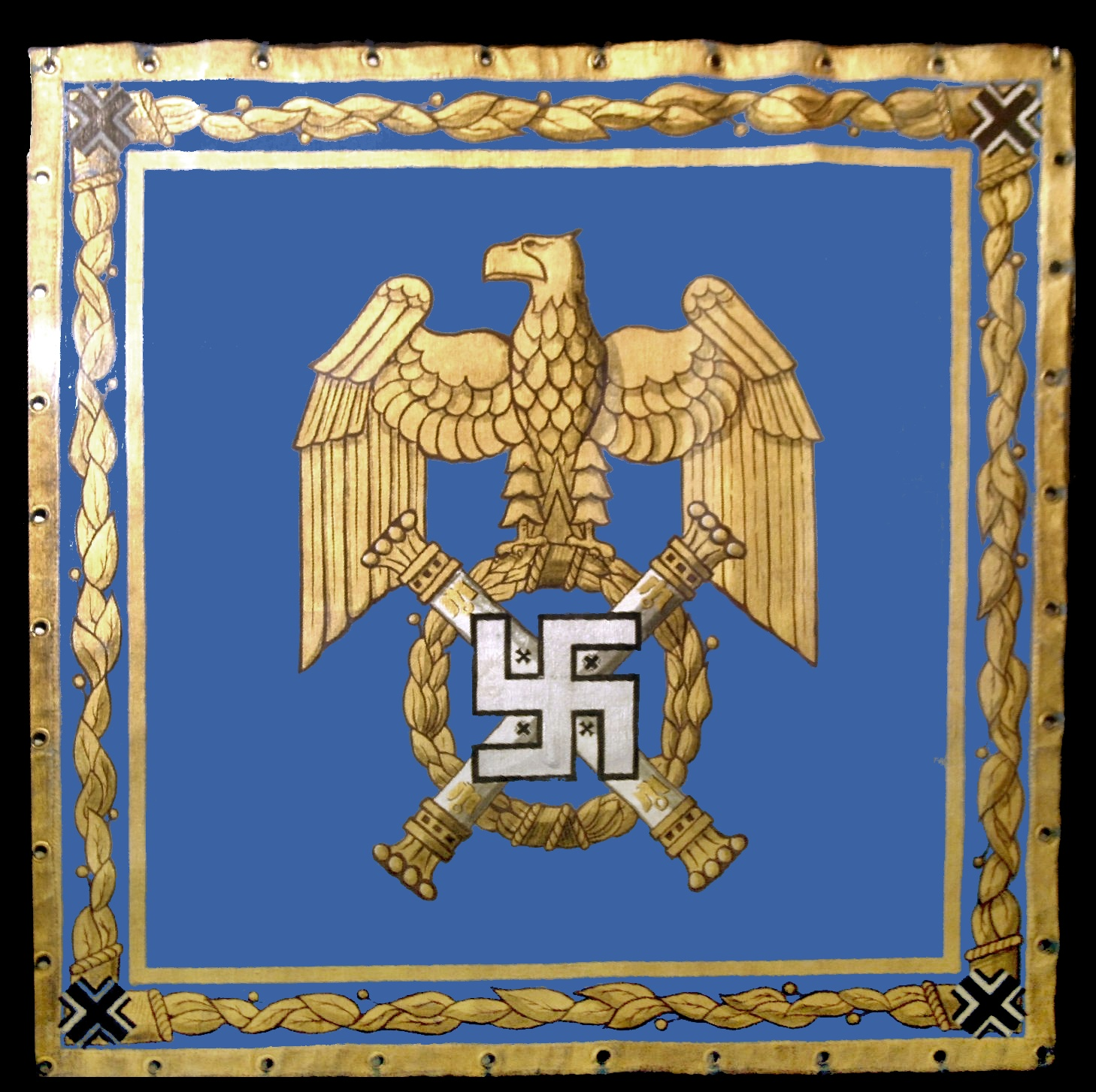
Stendardo dei Reichsmarschall (1941-45) in Musee-de-l'Armee, Parigi

## III Reich

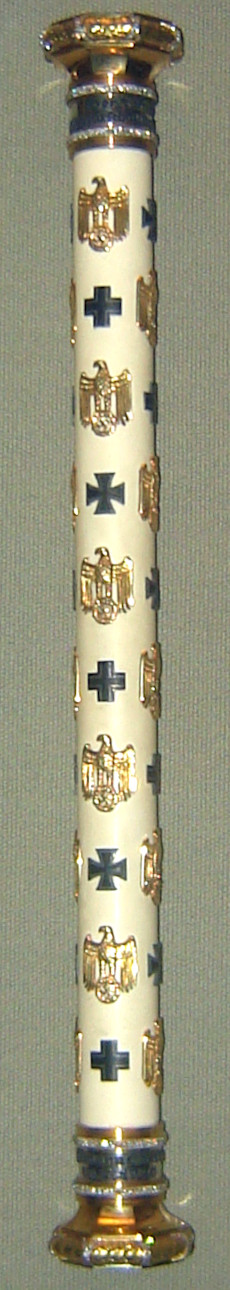
Bastone di Hermann Göring, museo di West Point.

Galloni di Reichsmarschall.

mostrine di Reichsmarschall.

Durante la seconda guerra mondiale Hermann Göring è stato l'unico a detenere il rango di Reichsmarschall, essendo stato promosso il 19 luglio 1940 da Adolf Hitler. Göring, che era il comandante in capo della Luftwaffe, aveva molti altri titoli prestigiosi, come Reich Master Hunter (Maestro di caccia del Reich) e Commissario plenipotenziario del piano quadriennale.
Hitler nominò Göring al rango di Reichsmarschall principalmente per indicare lui come senior (anziano) agli altri comandanti dello Stato maggiore della Wehrmacht promossi lo stesso giorno. Hitler aveva scelto Göring come suo successore alla guida del III Reich; e uno dei motivi per la promozione di Göring era che in caso di morte di Hitler, una chiara linea di successione militare sarebbe già stabilita. Tuttavia nell'aprile del 1945, a seguito di un telegramma mandato da Göring chiedendo a Hitler il permesso di assumere la guida del Reich, Hitler ha sollevato Göring delle sue funzioni e nominato un nuovo successore. Questo è stato il Grande ammiraglio Karl Dönitz, che è stato nominato come successore da Hitler stesso, il 30 aprile 1945 o anche prima. A Dönitz fu tuttavia notificata la sua nomina come successore soltanto il 1º maggio 1945 da Martin Bormann e Joseph Goebbels.
L'uniforme di Göring si distingueva dal resto dei Generalfeldmarschälle per uno scudo formato da una aquila imperiale che stringeva tra gli artigli due bastoni di maresciallo incrociati e una corona di alloro. Göring era anche in possesso di un bastone da maresciallo in prezioso avorio, oro e brillanti. Questo era sostanzialmente diverso da quelli dei Feldmarescialli della Wehrmacht, più simile a quelli della Luftwaffe. Su di esso era rappresentata la Croce di Ferro e la Croce nera della Luftwaffe. Inoltre, per le occasioni meno formali, Göring aveva un altro bastone più piccolo e meno lussuoso.
Il titolo di Reichsmarschall non deve essere confuso con quello di Reichsführer-SS detenuto da Heinrich Himmler.

## Sacro Impero Romano Germanico
L'origine del rango di Reichsmarschall è anteriore al XII secolo, al tempo del Sacro Impero Romano Germanico. La figura del maniscalco esiste dal tempo dell'impero di Ottone I e rimane dopo l'istituzione dei Principi elettori. Con la Bolla d'oro del 1356 di Carlo IV di Lussemburgo si nomina il príncipe elettore di Sassonia "Reichs-Erzmarschall" (Arcimaresciallo dell'Impero). Ad esso spettava portare la Spada Imperiale durante le cerimonie di incoronazione. Il simbolo della carica, presente anche nel suo stemma di famiglia, erano due spade incrociate rosse. Il Principe elettore sassone ha ceduto il mariscalato (Reichs-Erzmarschall) alla casata nobile franco-sveva dei Pappenheim e la carica divenne ereditaria con il nome di Reichserbmarschall "(Vicemarescallus) del Reich". Durante l'Alto Medio Evo il rango conserva ancora attribuzioni e poteri militari ma, almeno dal Rinascimento, le sue funzioni sono solamente cerimoniali e si limitano alle incoronazioni e alla partecipazione al Reichstag.

Stemma del principe elettore dell'Elettorato di Sassonia.
Stemma del casato di Pappenheim.

## Altri Paesi

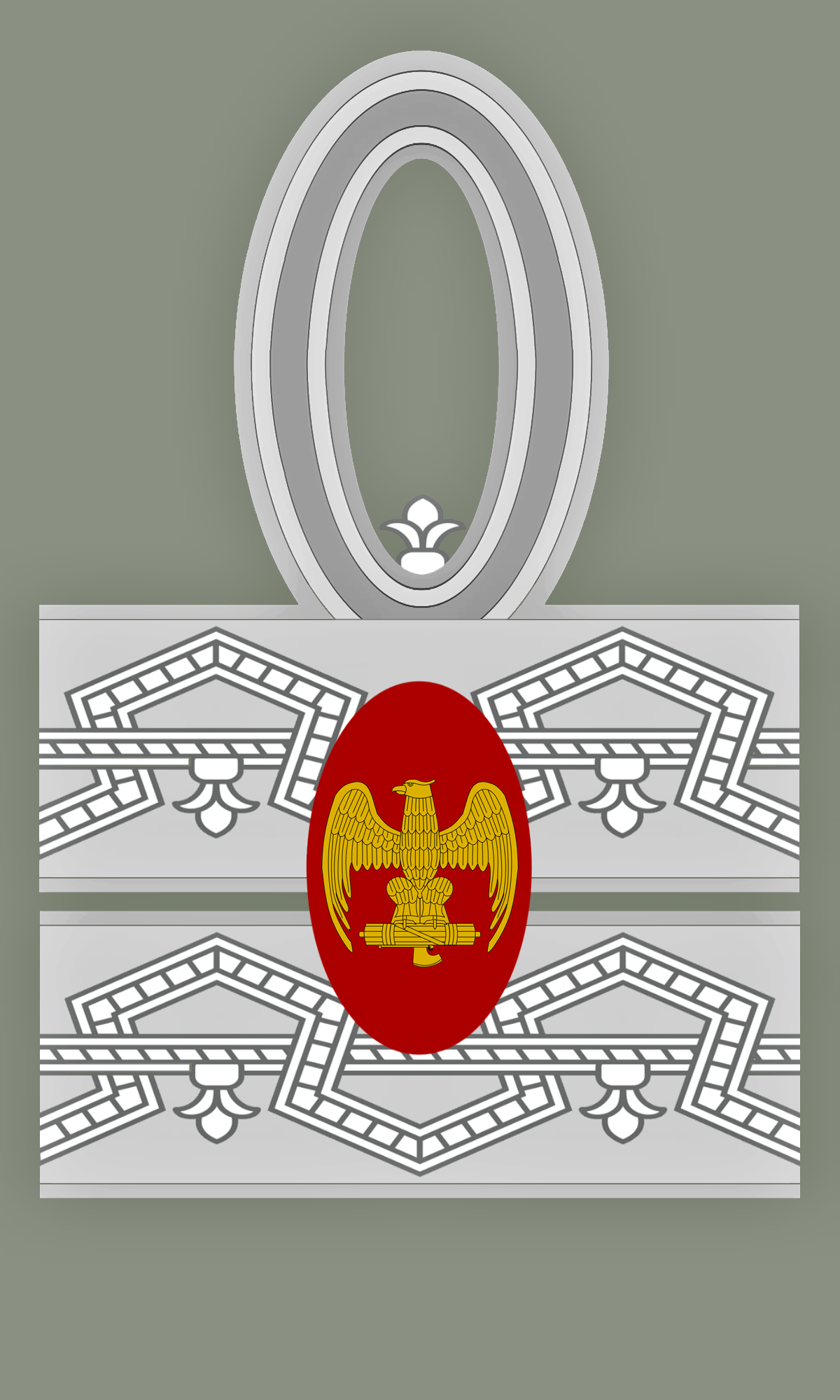
Insegna di grado per paramano del primo maresciallo dell'Impero in Italia

### Italia 1938-1946
Dopo la vittoria nella guerra coloniale contro l'Etiopia, per omaggiare Benito Mussolini come comandante supremo delle forze armate italiane e Capo del Governo, in data 30 marzo 1938 venne istituito il grado di primo maresciallo dell'Impero, che venne conferito contemporaneamente sia a Vittorio Emanuele III di Savoia che al Duce.
Il grado di maresciallo d'Italia è stato abolito nel 1946.

### Francia
In Francia Napoleone istituì la carica di Maresciallo dell'Impero nel 1804, derivandola da quella di Maresciallo di Francia abolita dalla Prima Repubblica francese nel 1793.

### Giappone
Il Dai-Gensui, che è stato nominato nel 1871 per la prima volta, corrisponde al Reichsmarschall.

### Danimarca
Il Marsk (italiano: Maresciallo), dal 1536 il Rigsmarsk (Maresciallo del Regno), fu il capo delle forze armate della Danimarca a partire dall'inizio del XIII secolo fino all'introduzione della monarchia assoluta nel 1660. È stata la terza più alta carica del paese dopo il Rigshofmester del Regno (primo ministro) e del Cancelliere. Il Rigsmarsk è stato nominato dal re tra i danesi nobili di nascita.

### Svezia
In Svezia il significato dei Feldmarescialli capi (Riksmarsk e Riksmarskalk) si è modificato nel tempo.
Originariamente era il comandante della cavalleria svedese, come i marescialli di altri paesi vicini, invece il Riksmarsk dalla metà del XIII secolo divenne il Comandante in capo. Reichsmarschäll significativi sono stati tra l'altro Torgils Knutsson e Karl Knutsson.
Sotto la i Re Wasa il rango Riksmarsk è stato conferito come un titolo militare. Nella Costituzione del 1634 sono stati istituiti due incarichi, il Riksmarsk, era il presidente del Collegio di guerra, e il Riksmarskalk, che era ai vertici della Corte reale svedese che la rappresentava nel Riksråd. Dopo la morte del Reichsmarschall Carl Gustaf Wrangel nel 1676 l'incarico di Riksmarsk non è stato conferito. Nel 1680 è stato cambiato il rango di Riksmarskalk in Överstemarskalk (Colonnello maresciallo), ma nel 1722 è ritornato al Reichsmarschall.
Ancora oggi il Reichsmarschall è ai vertici della Corte reale svedese. Come tale esso partecipa alla solenne cerimonia di apertura del nuovo Riksråd. Fino al 1982 il Reichsmarschall aveva il titolo di Eccellenza.

### Stati Uniti d'America

Congetturale insegne USA

Per il bicentenario dell'11 ottobre 1976, fu creato il più alto grado di comandante generale dell'esercito degli Stati Uniti (con 6 stelle), comparabile con quello di un maresciallo di campo generale dell'esercito (cinque stelle). Solo a George Washington fu assegnata postuma questa onorificenza per il passato e il presente. Si è inoltre stabilito che nessun militare degli Stati Uniti non possa mai ottenere un rango superiore a Washington.
Il titolo era stato assegnato al generale John J. Pershing dopo la prima guerra mondiale, in riconoscimento del suo incarico come comandante della Forza di Spedizione americana in Europa. Come distintivo del rango, portava quattro stelle, ma in oro, invece come di norma in argento. Tuttavia, in quel momento corrispondeva probabilmente al rango di Maresciallo, dal momento che non era generale con 5 stelle.
Ad oggi a nessun altro è stato assegnato questo rango militare.